# Чемизовка (Барановское муниципальное образование)
Че́мизовка — село в Аткарском районе Саратовской области России. Входит в состав Барановского муниципального образования.

## География
Село находится в северной части района, в пределах Приволжской возвышенности, в степной зоне, на левом берегу реки Медведицы на расстоянии примерно 6 километров (по прямой) к северо-востоку от города Аткарск. Абсолютная высота — 162 метра над уровнем моря.

Климат
Климат характеризуется как умеренно континентальный с холодной малоснежной зимой и жарким сухим летом. Средняя многолетняя температура самого холодного месяца (января) составляет −12,3°С, температура самого тёплого (июля) 21,1°С. Среднегодовое количество атмосферных осадков — 400 мм.
Часовой пояс
Село Чемизовка, как и вся Саратовская область, находится в часовой зоне МСК+1. Смещение применяемого времени относительно UTC составляет +4:00.

## Население
| 2002 | 2010 |
| ---- | ---- |
| 129  | ↗136 |

Гендерный состав
По данным Всероссийской переписи населения 2010 года в гендерной структуре населения мужчины составляли 41,2 %, женщины — соответственно 58,8 %.
Национальный состав
Согласно результатам переписи 2002 года, в национальной структуре населения русские составляли 97 % из 129 чел.

## Улицы
Уличная сеть села состоит из одной улицы (ул. Кольцевая).